# Tramwaje w Iżewsku
Tramwaje w Iżewsku (udm. Ижкар трамвай, trb. Iżkar tramwaj) − system komunikacji tramwajowej działający w rosyjskim mieście Iżewsk od 1935 roku.

## Historia
Tramwaje w Iżewsku otwarto 18 listopada 1935, jako elektryczne, na trasie o długości 5 km. W 1943 otwarto pierwszą zajezdnię. Do lat 60. XX wieku większość tras była jednotorowa; w tym okresie nastąpił znaczny rozrost sieci. W 1982 otwarto ostatni nowy odcinek tras tramwajowych w Iżewsku wzdłuż ul. 40 Liet Pobiedy. W 1991 Iżewsk nawiedziła powódź, która między innymi zalała zajezdnię nr 1.
Pomimo upadku licznych sieci tramwajowych na terenie byłego ZSRR w latach 90. XX wieku, tabor tramwajowy w Iżewsku był dobrze utrzymany i sieć tramwajowa uważana była za jedną z najlepiej prowadzonych w Rosji. Wagony przeważnie jeżdżą solo, z dużą częstotliwością kursowania. 

## Linie tramwajowe
W maju 2018 r. w Iżewsku funkcjonowało 11 linii tramwajowych o łącznej długości 120,1 km:
| Linia | Trasa                         |
| ----- | ----------------------------- |
| 1     | Moskowskaja ↔ K/t Awrora      |
| 2     | Promyszliennaja ↔ Bummasz     |
| 3     | Promyszliennaja ↔ Moskowskaja |
| 4     | Promyszliennaja ↔ K/t Awrora  |
| 5     | Ognieupornaja ↔ Bummasz       |
| 7     | Bummasz ↔ K/t Awrora          |
| 8     | Promyszliennaja ↔ Bummasz     |
| 9     | Moskowskaja ↔ Bummasz         |
| 10    | Woroszyłowa ↔ K/t Awrora      |
| 11    | Promyszliennaja ↔ Woroszyłowa |
| 12    | Moskowskaja ↔ Woroszyłowa     |

## Zajezdnie
W Iżewsku funkcjonują dwie zajezdnie:
- nr 1 otwarta w 1943, obsługiwane linie: 1, 3, 5, 9, 12
- nr 2 otwarta w 1965, obsługiwane linie: 2, 3, 4, 5, 7, 8, 10, 11, 12

## Tabor
Od 1966 rozpoczęto dostawy czechosłowackich tramwajów Tatra T3. Tabor składa się z przede wszystkim z Tatr T3 w kilku odmianach oraz Tatr T6B5. Tatry kupowano do końca ich produkcji (ostatnie 10 wagonów T6B5 w 2003, z wyposażeniem  elektrycznym firmy Inekon). Łącznie w Iżewsku w maju 2018 r. eksploatowano 178 wagonów z 220 posiadanych:
| Zdjęcie        | Typ            | Liczba |
| -------------- | -------------- | ------ |
|                | Tatra T3SU     | 104    |
|                | Tatra T3R.P    | 1      |
|                | Tatra T3R „Iż” | 2      |
|                | Tatra T3RF     | 3      |
|                | Tatra T3K      | 47     |
|                | Tatra T3K „Iż” | 7      |
|                | Tatra T6B5SU   | 34     |
|                | Tatra T6B5-RA  | 10     |
|                | Tatra KT4DtM   | 10     |
|                | KTM-19KT-01    | 1      |
|                | 71-402         | 1      |
| Łączna liczba: | Łączna liczba: | 220    |